# Parti démocrate (Corée du Sud, actuel)
Pour les articles homonymes, voir Parti démocrate (Corée du Sud) et Parti démocrate.
Le Parti Minju (hangeul : 더불어민주당 ; hanja : 더불어民主黨), souvent traduit en Parti démocrate, Parti démocratique, ou Parti démocrate ensemble (en RR : Deobureo Minjudang et en forme courte 더민주, Deominju), est un parti politique sud-coréen de tendance centre gauche. Parti politique libéral sud-coréen, il est la principale force d'opposition aux conservateurs du parti Pouvoir au peuple.
Fondé en 1995 sous le nom de Congrès national pour une nouvelle politique, il est appelé Parti démocrate du millénaire (PDM), ou Saecheonnyeon Minju-dang (새천년민주당 en coréen) de 2000 à 2005, avant d'adopter le nom de Parti démocrate le 6 mai 2005. Il fusionne en 2008 avec Nouveau parti démocrate uni (NPDU, nom pris en août 2007 par le parti Uri, issu d'une scission du Parti démocrate du millénaire en 2003), en prenant le Parti démocrate uni (PDU, nom complet en coréen : Tonghap Minju-dang, hangeul : 통합민주당). Connu de 2011 à 2013 en tant que Parti démocrate unifié (PDU, nom complet en coréen : Minjutonghabdang, en coréen : 민주통합당), il fusionne avec le comité préparatoire du parti pour une nouvelle vision politique en 2014 pour devenir l'Alliance de la nouvelle politique pour la démocratie avant de reprendre son nom initial en 2015.

## Historique
Le Parti démocrate a été fondé en 1995 par Kim Dae-jung sous le nom de Congrès national pour une nouvelle politique,.

### 2002 - 2008
Le président Roh Moo-hyun a été élu comme candidat du PDM en 2002, mais il a finalement quitté le PDM et ses partisans ont créé le Parti uri en 2003.
Le PDM a perdu une grande partie de sa popularité en soutenant la destitution avortée du président Roh en mars 2004, au terme d'une procédure initiée par le Grand parti national et remise en cause par la Cour constitutionnelle.
La suspension du président Roh a coïncidé avec l'organisation d'élections législatives en 2004, aux termes desquelles le PDM n'a obtenu que 9 sièges sur 299 (soit une perte de 53 sièges). 
Le Parti démocrate a remporté l'un des six sièges en jeu lors d'élections législatives partielles organisées le 25 avril 2007. Dans un contexte d'affaiblissement du Parti uri (au pouvoir) et d'échec du Grand parti national (opposition conservatrice) à ces élections partielles d'avril 2007, le Parti démocrate, qui occupe une position charnière sur l'échiquier politique sud-coréen, espère peser lors de l'élection présidentielle prévue en décembre 2007. À la suite de la défaite face au conservateur Lee Myung-bak, le parti se réunifie avec le « Nouveau parti démocrate uni » (nouveau nom du Parti uri) et refonde un nouveau Parti démocrate.

### 2008 - 2011
Le Parti démocrate est issu d'une réunification de la famille démocrate et libérale sud-coréenne, divisée en deux sous la présidence de Roh Moo-hyun, afin d'assurer une opposition plus structurée au nouveau président Lee Myung-bak. Il est à sa création majoritaire au Gukhoe (ou Assemblée nationale, le Parlement monocaméral de Corée du Sud), avec 152 sièges sur 299. Son premier test électoral furent les élections législatives du 9 avril 2008, qui ont suivi de quelques mois l'investiture de Lee Myung-bak : le PDU obtient alors 4 977 508 voix (28,92 %) et 66 sièges sur 245 au scrutin uninominal majoritaire et 4 313 645 suffrages (25,17 %) et 15 élus sur 54 à la proportionnelle, retombant ainsi à 81 parlementaires et passant dans l'opposition au Grand Parti national et ses 153 députés.
Aux élections locales du 5 juin 2010, le PD réalise une importante percée, passant de 1 080 élus locaux à 1 477 tandis que le Grand Parti national tombe de 2 345 sièges dans les assemblées des collectivités à 1 570. De plus, le Parti démocratique remporte deux des sept mairies de métropoles, à savoir celles d'Incheon (troisième ville du pays) où Song Young-gil bat le sortant Anh Sang-soo (en place depuis 2002), qui s'ajoute à celle de Gwangju (sixième agglomération sud-coréenne) qu'elle détenait déjà depuis 2002 (avec d'abord Park Gwang-tae puis, à partir de 2010, Gang Un-tae). Au niveau des provinces, cinq gouverneurs élus sur neuf sont démocrates : Lee Kwang-jae dans le Gangwon, Park Chun-young dans le Jeolla du Sud, Kim Wan-ju (réélu pour un second mandat) dans le Jeolla du Nord, Ahn Hee-chung dans le Chungcheong du Sud et Lee Shi-chong dans le Chungcheong du Nord (où il bat le sortant du Grand Parti national Chung Woo-taek). À Séoul, la candidate démocrate, Han Myung-sook, n'est distancée que de 26 412 votes et 0,6 points par le maire sortant du GPN Oh Se-hoon (qui lui-même avait succédé en 2006 Lee Myung-bak). 

### 2011 - 2014
Il est issu de la fusion le 15 décembre 2011 de l'ancien Parti démocrate avec le Parti d'union des citoyens qui avait été créé une semaine auparavant par d'anciens proches du président Roh Moo-hyun. Au Gukhoe, il dispose des 89 sièges du Parti démocrate (sur 299). Le premier objectif est de battre le Parti Saenuri aux législatives d'avril 2012. Au début 2012, le PDU arrive en tête dans les sondages avec 34,7 à 36,9 % des intentions de vote, devançant le GPN (29,5 à 33,9 %).
En décembre 2011, Sohn Hak-kyu, l'ancien président du parti avait démissionné pour faciliter la fusion et pour se concentrer sur sa candidature à la présidentielle de décembre 2012 malgré son mauvais score dans les sondages (3 à 4 %),.
Le 15 janvier 2012, lors du premier congrès du parti, Han Myung-sook est élue présidente du conseil suprême du parti avec 24 % des voix devant l'acteur Moon Sung-keun (17 %). C'est la seule femme à avoir été premier ministre en Corée du Sud. Les autres membres du conseil sont Moon Sung-keun, Park Young-sun, Lee In-young, Park Jie-won et Kim Boo-kyum. 
Le 1er mars 2012, le PDU présente sa stratégie vis-à-vis de la Corée du Nord. Il vise à organiser un sommet intercoréen régulier, la signature d'un accord de paix, la création d'une structure militaire intercoréenne, la reconnaissance croisée des deux états par les grandes puissances et l'ouverture de l'économie du Nord. En même temps, il critique la politique menée par l'actuel président Lee Myung-bak qui a conduit à la disparition du dialogue intercoréen et à l'aggravation de sa dépendance envers la Chine.
Aux élections législatives du 11 avril 2012, le PDU échoue finalement à ravir la majorité au Parti Saenuri, qui a effectué une remontée dans les sondages grâce surtout à la stratégie développée par sa présidente Park Geun-hye. Le PDU obtient 39,1 % et 106 des 246 sièges à pourvoir au vote par circonscription (43,4 % et 127 députés pour le Saenuri) et 36,5 % ainsi que 21 des 54 sièges à la proportionnelle (42,8 % et 25 élus pour le Saenuri). Avec 127 députés, elle augmente toutefois sa représentation de 46 sièges. N'ayant pas réalisé son objectif, Han Myung-sook démissionne de la présidence le 16 avril 2012. Son successeur est élu le 9 juin 2012 : il s'agit d'un autre ancien Premier ministre, Lee Hae-chan. 
La primaire du PDU pour l'élection présidentielle du 19 décembre 2012 a lieu le 16 septembre 2012 : Moon Jae-in (député et ancien directeur du cabinet de Roh Moo-hyun) est désigné candidat officiel du parti avec 56,5 % des suffrages, face à Sohn Hak-kyu (22,2 %, député, ancien gouverneur de Gyeonggi et ancien président du Nouveau parti démocratique uni puis du Parti démocrate, déjà candidat malheureux à l'élection présidentielle de 2007 face à Lee Myung-bak), à Kim Doo-kwan (14,3 %, gouverneur du Gyeongsang du Sud) et à Chung Sye-kyun (député, 7 %). Moon Jae-in a fait valoir qu'il pourrait se retirer au profit d'un autre candidat, progressiste lui aussi mais sans étiquette, Ahn Cheol-soo, qui le devance dans les sondages
Le 4 mai 2013, Kim Han-gil, un opposant à la logique des factions internes, est élu avec 61,72 % des suffrages à la présidence du parti, contre 38,28 % à Lee Jong-sup, candidat de la faction des partisans de l'ancien président Roh Moo-hyun, jusque-là dominante. Dans le même temps, le mouvement change de nom en reprenant l'appellation de Parti démocrate (PD). 

### Depuis 2014
Le Parti démocrate prend le nom le 26 mars 2014 d’Alliance de la nouvelle politique pour la démocratie (새정치민주연합 ; Saejeongchi Minju Yeonhap) à partir d'une faction indépendante dirigée par Ahn Cheol-soo, devenue le comité préparatoire du Parti pour une nouvelle vision politique, qui décide de fusionner avec le parti démocrate, alors principale formation de l'opposition. L'ancien Parti démocrate est légalement absorbé au sein du parti Minju, tandis que le comité préparatoire du PNVP est dissous et ses membres adhérent individuellement au nouveau parti.
Le Minju est alors codirigé par Kim Han-gil, ancien dirigeant du Parti démocrate, et Ahn Cheol-soo. En juillet de la même année, l'échec du parti aux élections législatives partielles entraîne leur démission et leur remplacement par un comité d'urgence.
Le 7 février 2015, Moon Jae-in, ancien secrétaire général du président Roh Moo-hyun, est élu président du parti. Chef de la faction « pro-Roh », il est en opposition avec Kim et Ahn. Le 10 mai 2017 il est élu président de la République de Corée.
C'est le principal parti, avec 174 députés sur 300, au Gukhoe.
Lors de l'élection présidentielle de 2022, le candidat du parti démocrate à la succession de Moon Jae-in est Lee Jae-myung. Il est de nouveau candidat à l'élection présidentielle de 2025, organisée de manière anticipée après la destitution du président conservateur Yoon Seok-youl.

## Présidents
Les présidents successifs du PDU puis du PD ont été :
1. 17 février - 29 mai 2008 : Son Hak-gyu (dernier président du NPDU) et Kim Hyo-seok (dernier président du Parti démocratique)
2. 30 mai 2008 - 3 octobre 2010 : Chung Sye-kyun
3. 3 octobre 2010 - 22 décembre 2011 : Son Hak-gyu
4. 16 janvier 2012 - 13 avril 2012 : Han Myung-sook
  - 14 avril 2012 - 4 mai 2012 : Moon Sung-keun (intérim)
  - 4 mai 2012 - 8 juin 2012 : Park Jie-won (intérim)
5. 9 juin 2012 - 18 novembre 2012 : Lee Hae-chan
  - 18 novembre 2012 - 28 décembre 2012 : Moon Jae-in (intérim)
  - 28 décembre 2012 - 9 janvier 2013 : Park Ki-chun (président délégué, intérim)
  - 9 janvier 2013 - 4 mai 2013 : Moon Hee-sang (président de la commission d'urgence, intérim de la direction du parti)
6. 4 mai 2013 - 26 mars 2014 : Kim Han-gil

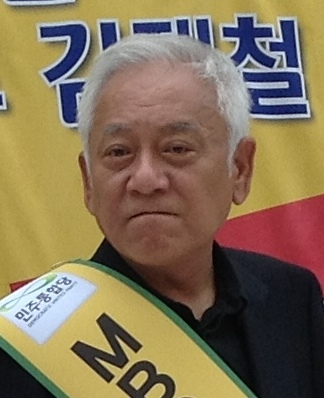
Kim Han-gil (2014)
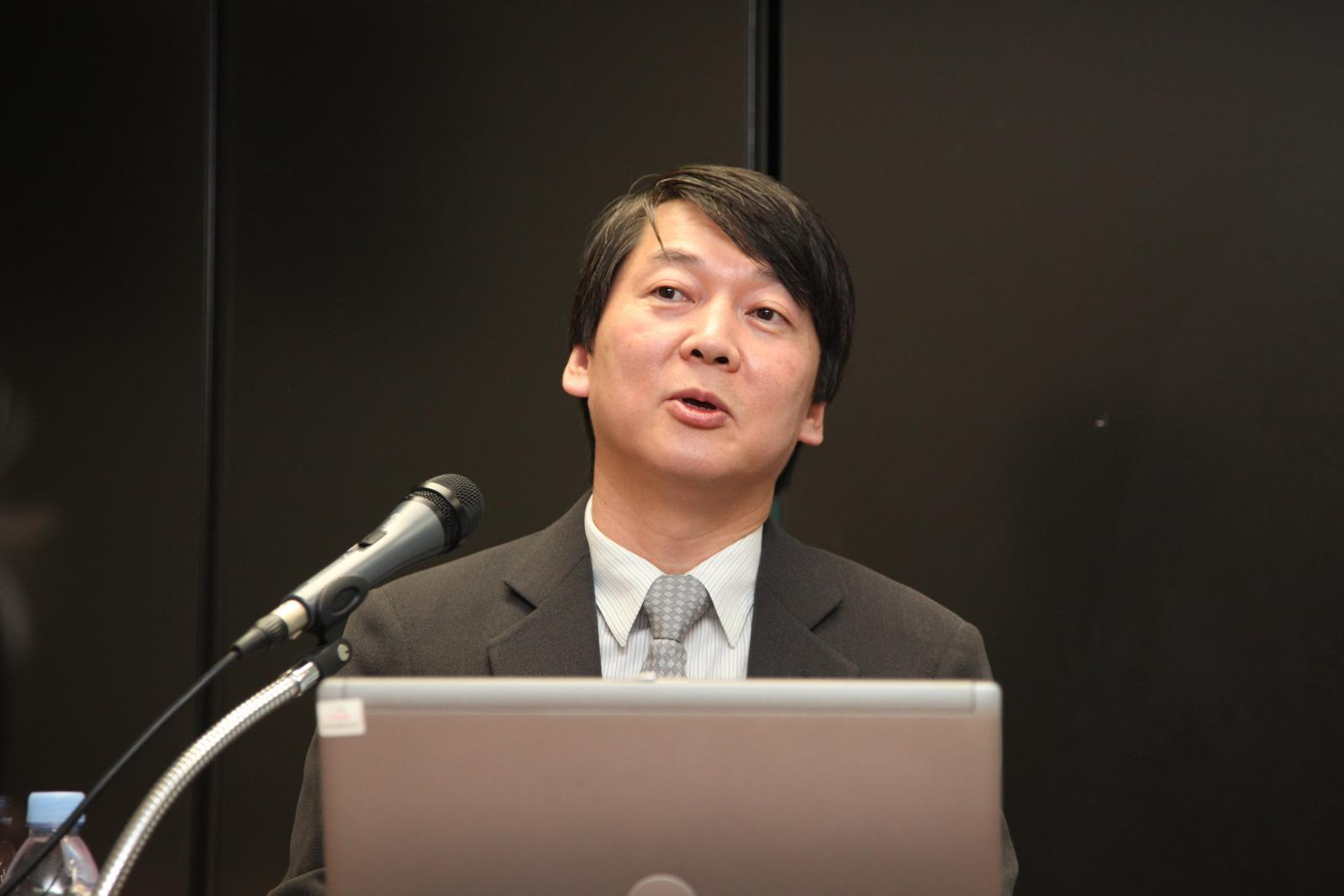
Ahn Cheol-soo (2014)
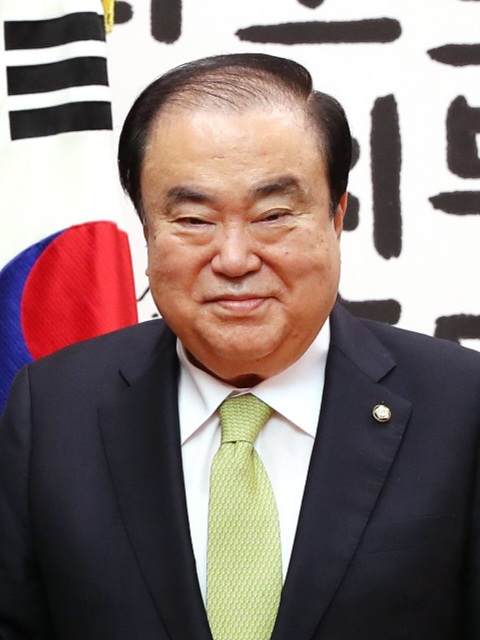
Moon Hee-sang (2014-2015) (intérim)
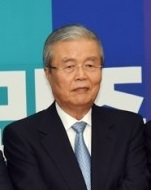
Kim Chong-in (2016) (intérim)
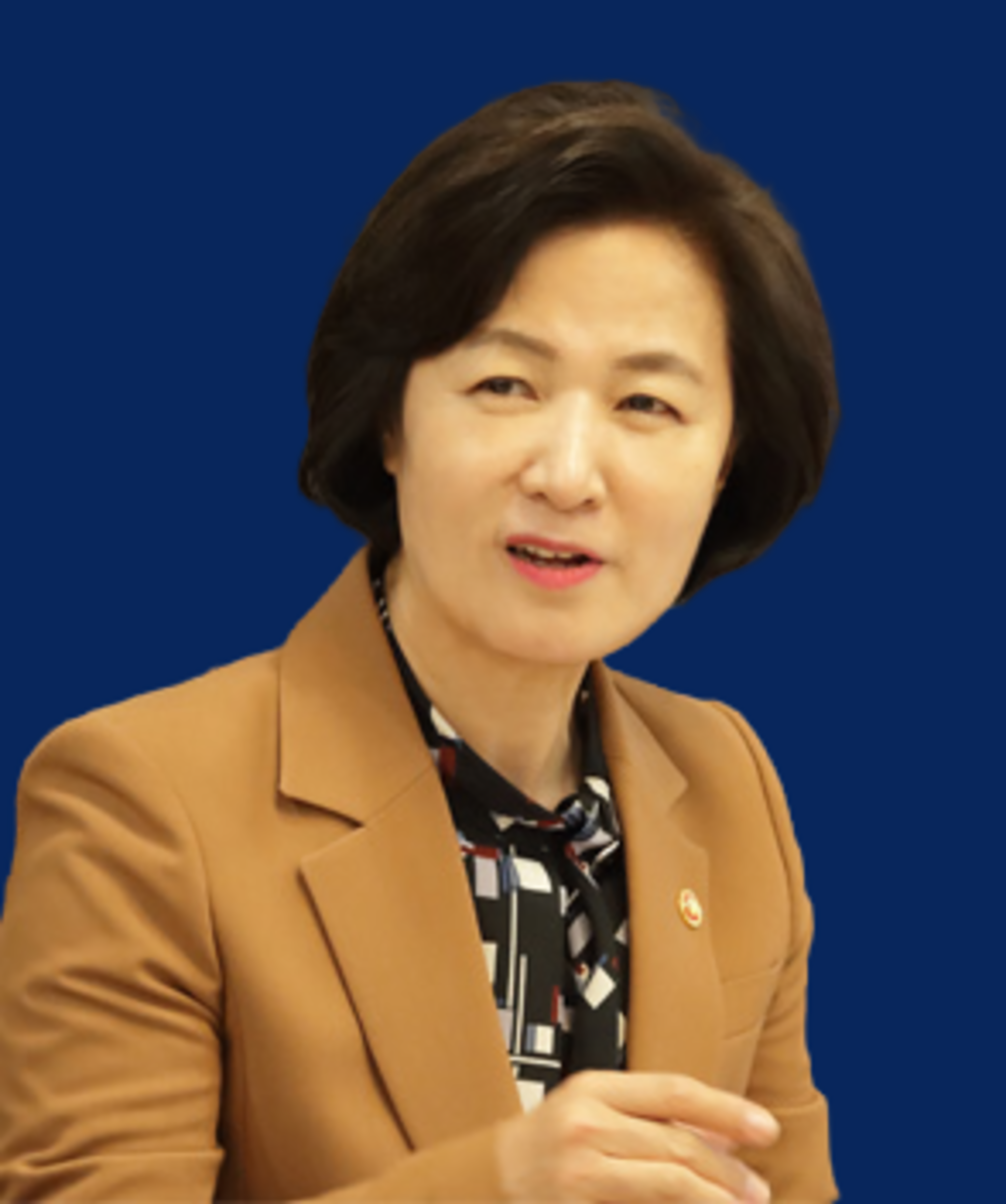
Choo Mi-ae (2016-2018)
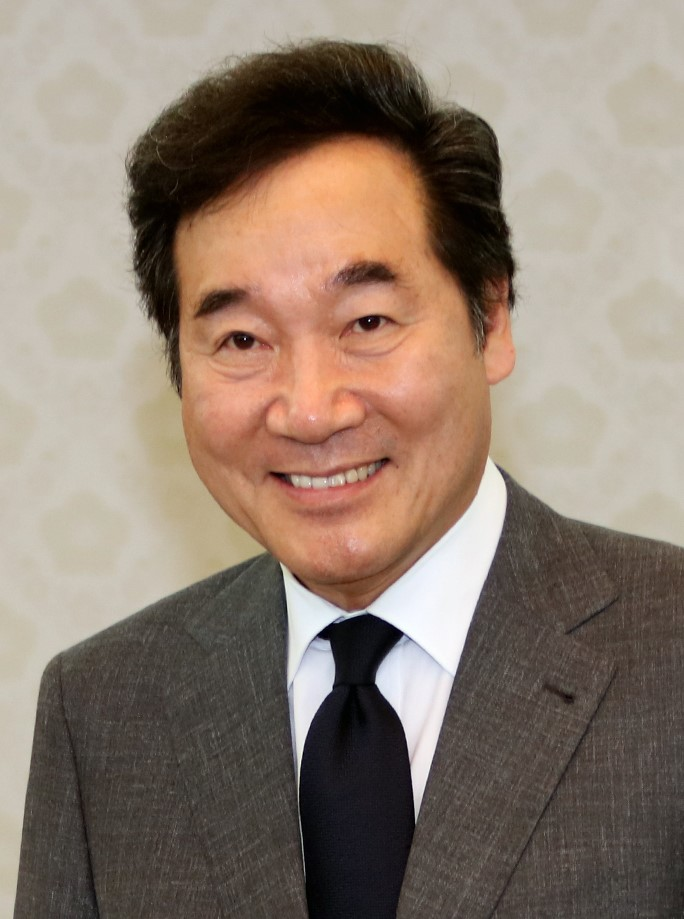
Lee Nak-yon (2020-2021)
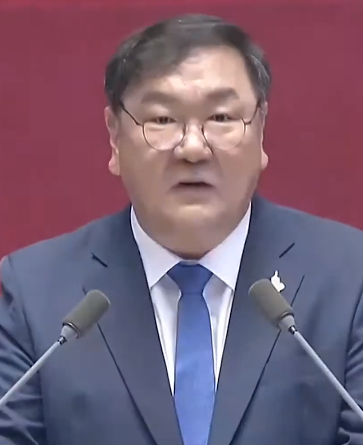
Kim Tae-nyeon (mars-avril 2021) (intérim)
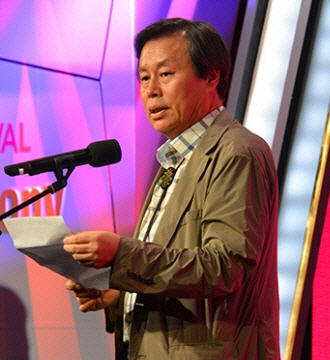
Do Jong-hwan (avril 2021) (intérim)
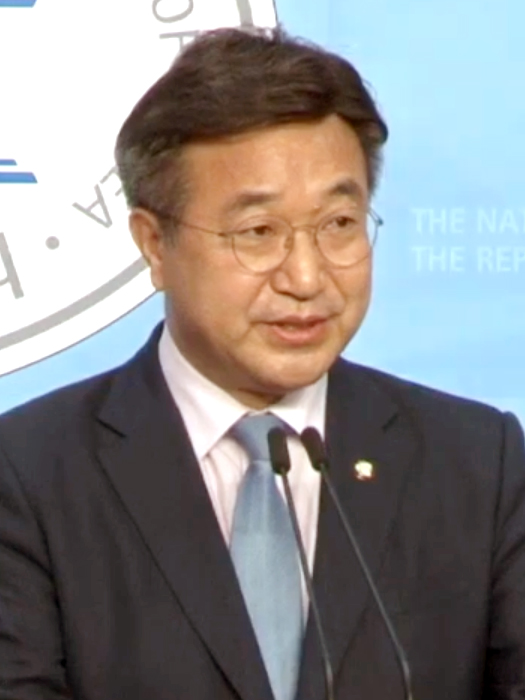
Yun Ho-jung (avril-mai 2021)
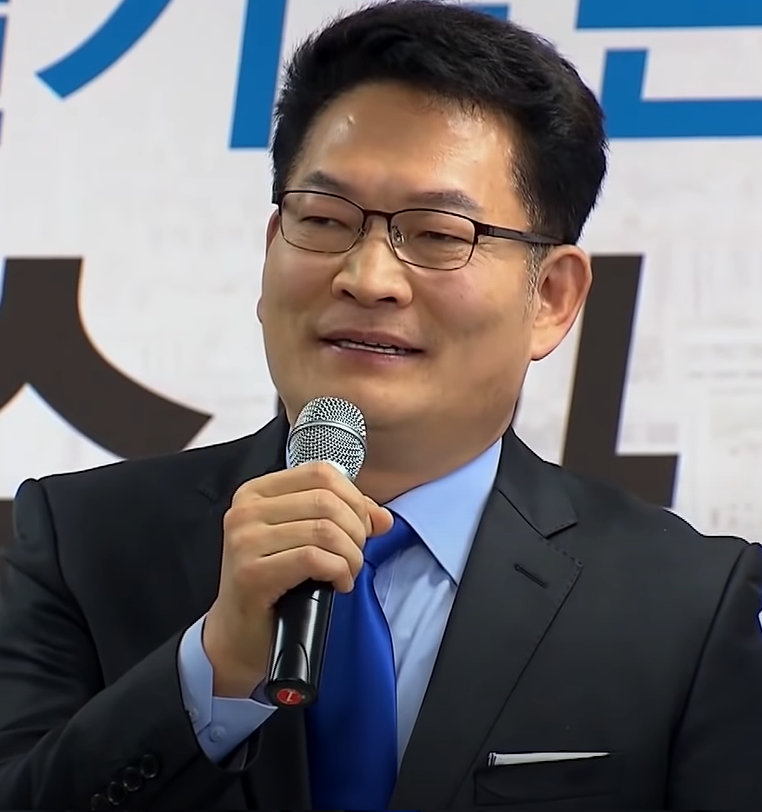
Song Young-gil (mai 2021-mars 2022)
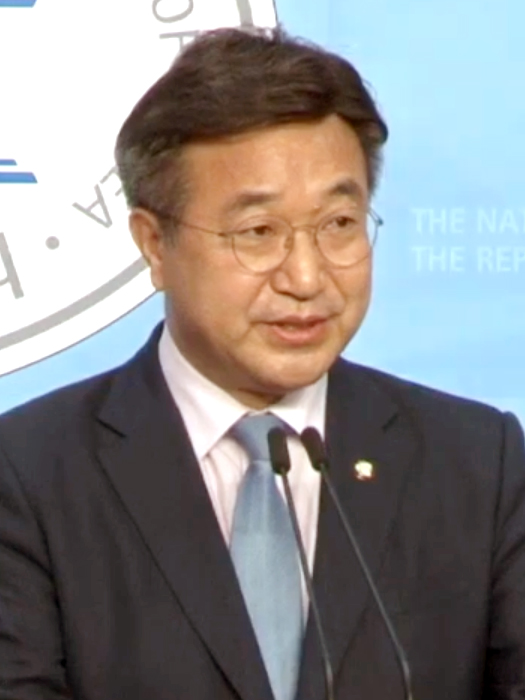
Yun Ho-jung & Park Ji-hyun (mars-juin 2022)
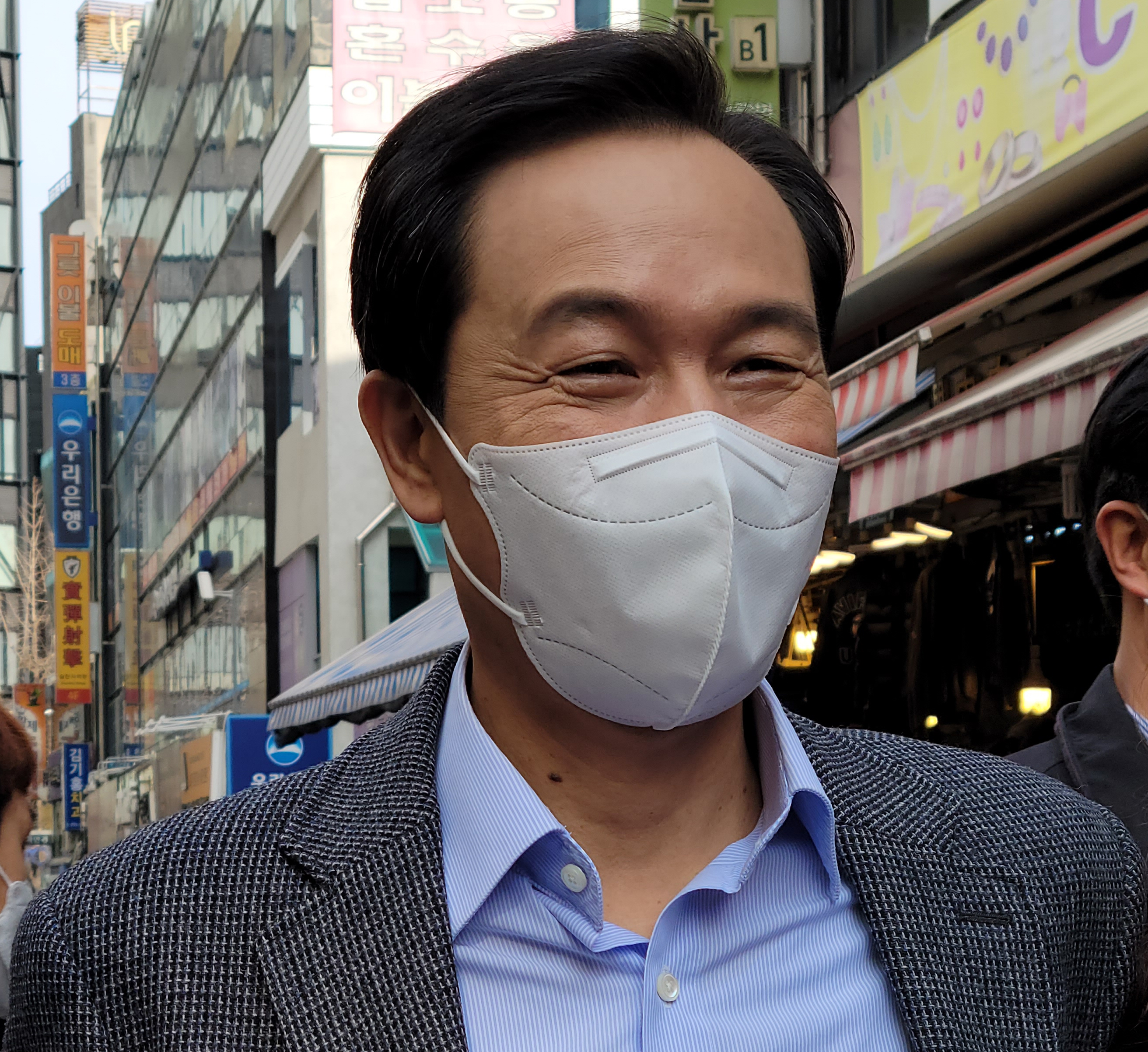
Woo Sang-ho (juin-août 2022)
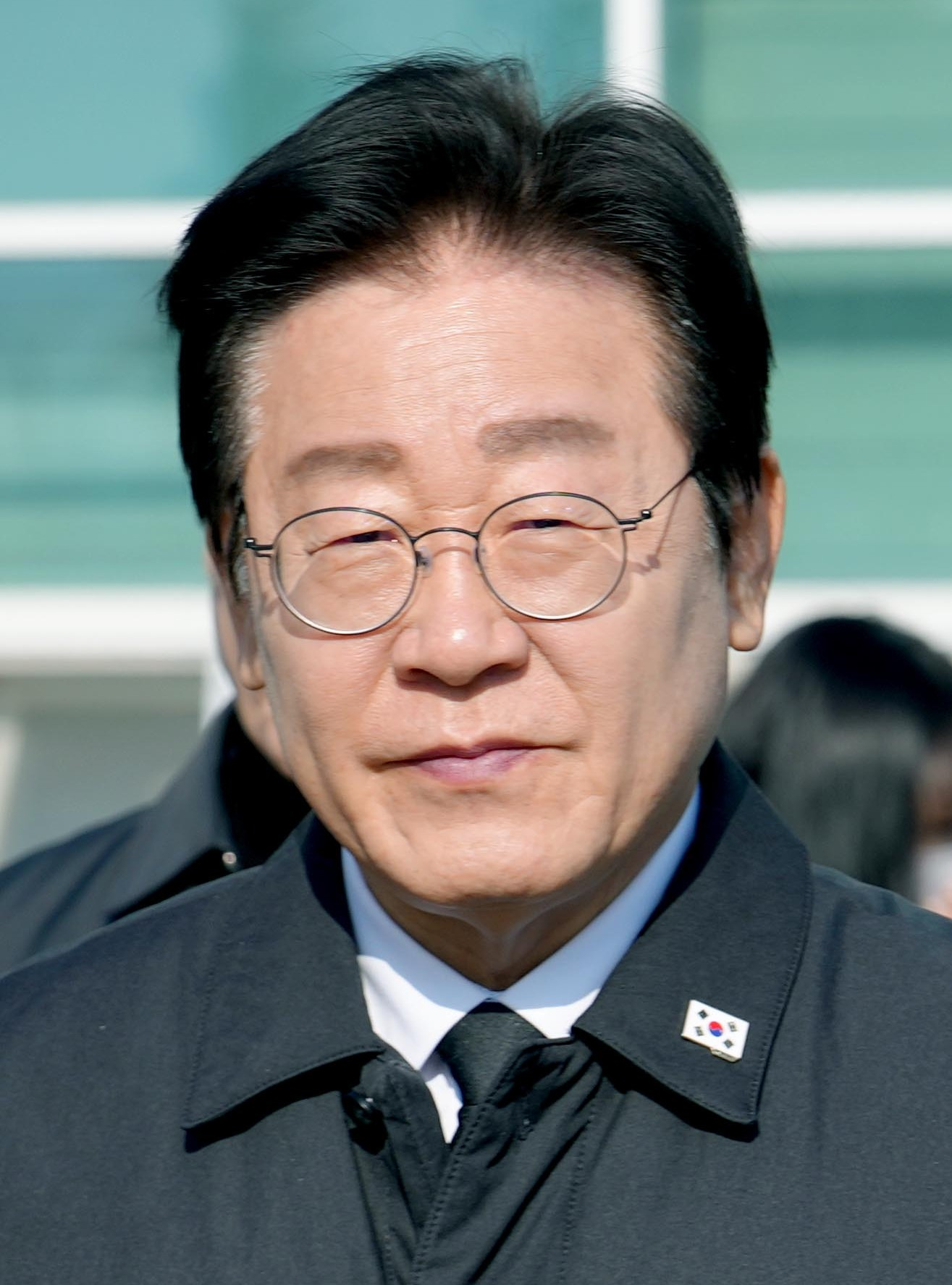
Lee Jae-myung[15] (2022-2025)
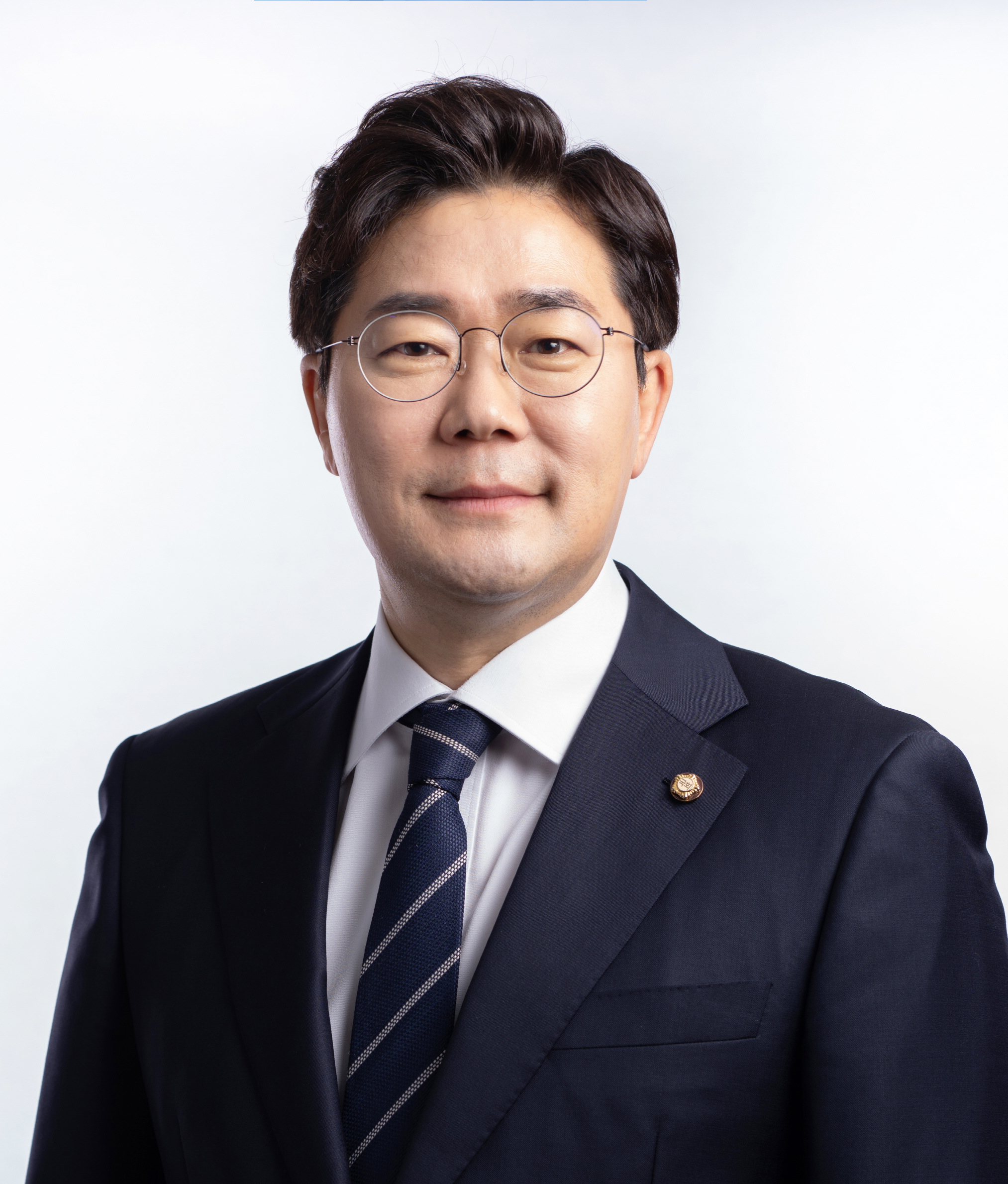
Park Chan-dae (depuis avril 2025) (intérim)

## Résultats

### Élections législatives
| Année | Voix       | %     | Rang | Élus      |
| ----- | ---------- | ----- | ---- | --------- |
| 1996  | 4 971 961  | 25,30 | 2e   | 79 / 299  |
| 2000  | 6 780 625  | 35,87 | 2e   | 115 / 273 |
| 2004  | 1 510 178  | 7,09  | 4e   | 9 / 299   |
| 2008  | 4 313 645  | 25,18 | 2e   | 81 / 299  |
| 2012  | 7 777 123  | 37,46 | 2e   | 127 / 300 |
| 2016  | 8 881 369  | 37,00 | 2e   | 123 / 300 |
| 2020  | 14 345 425 | 49,91 | 1er  | 180 / 300 |
| 2024  | 14 758 083 | 51,21 | 1er  | 169 / 300 |

## Identité visuelle

Logo de 1995 à 2000
Logo de 2000 à 2005
Logo de 2005 à 2007 et de 2007 à 2008
Logo en 2007
Logo en 2008
Logo de 2008 à 2011
Logo de 2011 à 2013
Logo de 2013 à 2014
Logo en 2014
Logo de 2014 à 2024
Logo depuis 2024